# マシュー・ギルモア
マシュー・ギルモア（Matthew Gilmore、1972年9月11日 - ）は、元自転車競技選手。

## 来歴
ベルギーのヘントで生誕。父親のグレーム・ギルモアはオーストラリア国籍の元自転車競技選手であるが、当人が生誕した年代に、欧州を活動拠点としていた。よって生誕年から1998年6月15日まではオーストラリア国籍であったが、後にベルギーに国籍を移した。また、1965年の世界選手権プロ・ロードレース優勝者であるトム・シンプソンは叔父にあたる。
1990年
- ジュニア世界選手権自転車競技大会 団体追抜 3位

1997年
- ヘント6日間レース 優勝（+ エティアンヌ・デ・ウィルデ）

1998年
- トラック世界選手権
  -  マディソン 優勝（+ エティアンヌ・デ・ウィルデ）

2000年
- シドニーオリンピック
  -  マディソン 2位
- トラック世界選手権
  - マディソン 2位
- ヘント6日間レース 優勝（+ シルヴィオ・マルティネッロ）
- 欧州選手権 マディソン 優勝（+ エティアンヌ・デ・ウィルデ）

2001年
- アグアスカリエンテス6日間レース 優勝（+ スコット・マグローリー）
- アムステルダム6日間レース 優勝（+ スコット・マグローリー）
- ブレーメン6日間レース 優勝（+ スコット・マグローリー）
- ヘント6日間レース 優勝（+ スコット・マグローリー）
- メキシコシティ6日間レース 優勝（+ スコット・マグローリー）
- チューリッヒ6日間レース 優勝（+ スコット・マグローリー）
- 欧州選手権
  - デルニーレース 優勝
  - マディソン 優勝（+ エティアンヌ・デ・ウィルデ）

2002年
- ミュンヘン6日間レース 優勝（+ スコット・マグローリー）
- コペンハーゲン6日間レース 優勝（+ スコット・マグローリー）
- セイ・ジョルニ・デッレ・ローゼ 優勝（+ スコット・マグローリー）
- 欧州選手権
  - デルニーレース 優勝

2003年
- シュトゥットガルト6日間レース 優勝（+ スコット・マグローリー）
- UCIトラックワールドカップ2003
  - モスクワ - ポイントレース 優勝
- ヘント6日間レース 優勝（+ ブラッドリー・ウィギンス）

2004年
- ミュンヘン6日間レース 優勝（+ スコット・マグローリー）

2005年
- UCIトラックワールドカップ2004-2005
  - モスクワ - マディソン 優勝（+ イルヨ・カイセ）
- 欧州選手権
  - マディソン 優勝（+ イルヨ・カイセ）
- セイ・ジョルニ・デッレ・ローゼ 優勝（+ イルヨ・カイセ）
- グルノーブル6日間レース 優勝（+ イルヨ・カイセ）
- ヘント6日間レース 優勝（+ イルヨ・カイセ）

2006年
- ハセルト6日間レース 優勝（+ イルヨ・カイセ）